# معاهده وین

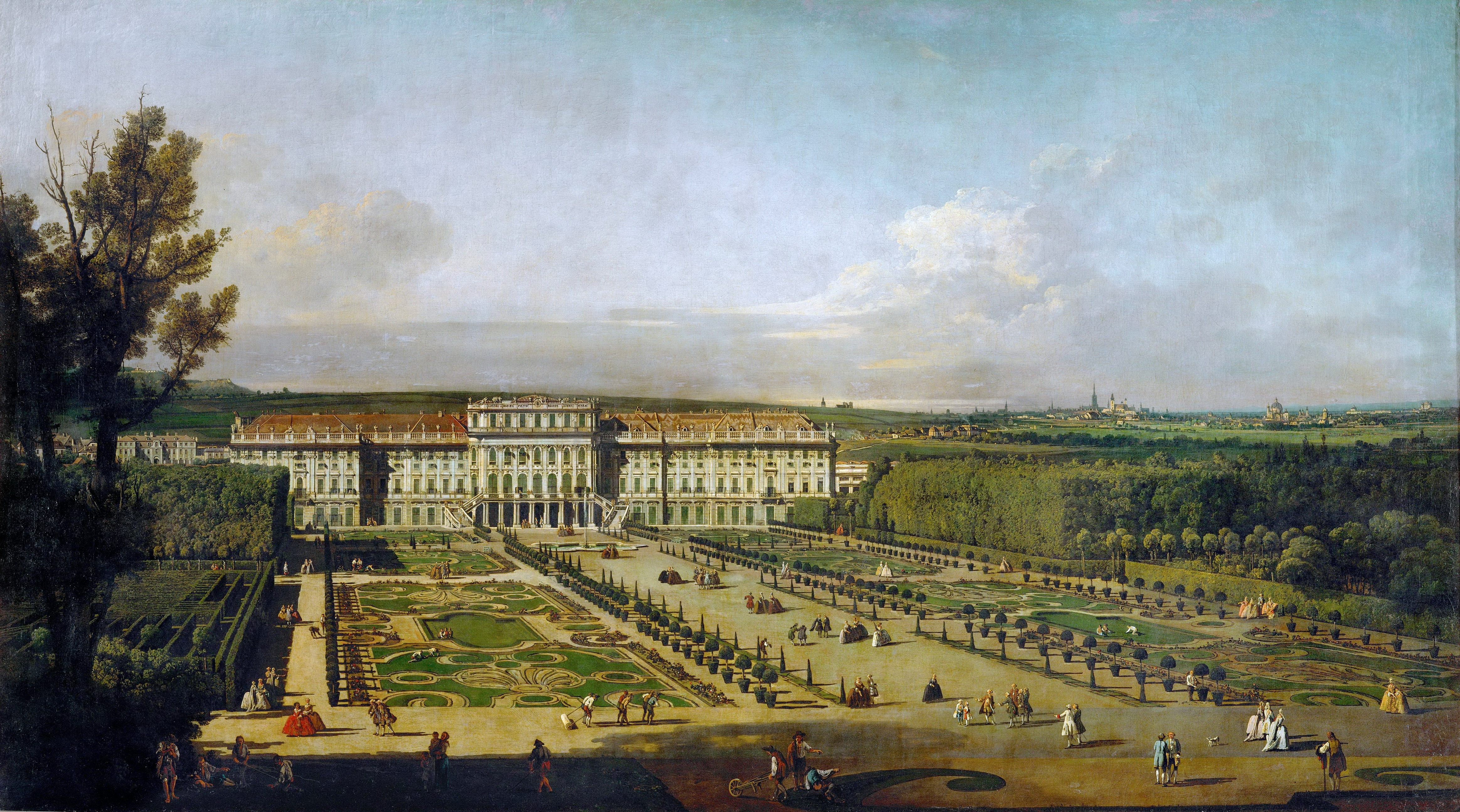
کاخ شون‌برون، اثر برناردو بلوتو (۱۷۵۸/۶۱)

معاهده وین که با نام معاهده شون‌برون (فرانسوی: Traité de Schönbrunn‎) نیز شناخته می‌شود، معاهده‌ای است که پس از پیروزی فرانسه در ائتلاف پنجم و نبرد واگرام امضا شد.